# John Carroll
John Carroll (Upper Marlboro, Maryland, EUA, 8 o 19 de gener del 1735 - Baltimore, Maryland, EUA, 3 de desembre del 1815) va ser el primer bisbe catòlic dels Estats Units d'Amèrica.

## Biografia
Fill d'una família benestant de les aleshores tretze colònies americanes, va néixer a la plantació de la seva família, on va ser educat per la seva mare. Posteriorment, va ser instruït en secret en una escola jesuïta de Maryland. En aquell moment, el catolicisme no estava permès a les colònies, i, per tant, l'educació en aquesta religió s'havia de fer de manera clandestina. Amb 18 anys, fou enviat a Europa per continuar els seus estudis a Artois, França, i, el 1753, va ingressar a la Companyia de Jesús, ordenant-se sacerdot l'any 1769, en un moment en què l'orde vivia una crisi deguda a les contínues expulsions que va patir durant aquest període fins a la seva dissolució l'any 1773.
Carroll va tornar aleshores al continent americà, en un moment en què les 13 colònies vivien una gran tensió política i social que desembocaria, poc després, en la guerra d'independència. Va tenir familiars involucrats en el conflicte: el seu germà Daniel Carroll va signar la Declaració d'Independència l'any 1776, i ell mateix participà en una missió per aconseguir el suport de la població catòlica francesa de Quebec, tot i que aquesta missió va ser un fracàs.
L'any 1790, amb la nova constitució que garantia la llibertat de culte, va esdevenir bisbe de Baltimore, i, el 1808, es convertí en arquebisbe de la mateixa localitat. Entre les seves fites destaquen la fundació de tres seminaris, la normalització de l'Església Catòlica als Estats Units i la creació de la Universitat de Georgetown a Washington.
Va morir l'any 1836 a Baltimore i està enterrat a la basílica de l'Assumpció de la mateixa ciutat.